# Campionati svedesi di sci alpino 2014
I Campionati svedesi di sci alpino 2014 si sono svolti a Åre e a Tärnaby dal 20 al 29 marzo. Il programma ha incluso gare di discesa libera, supergigante, slalom gigante e slalom speciale, tutte sia maschili sia femminili.
Trattandosi di competizioni valide anche ai fini del punteggio FIS, vi hanno partecipato anche sciatori di altre federazioni, senza che questo consentisse loro di concorrere al titolo nazionale svedese.

## Risultati

### Uomini

#### Discesa libera
| Pos. | Atleta                   | Nazione  | Tempo   |
| ---- | ------------------------ | -------- | ------- |
| 1    | Hans Olsson              | Svezia   | 1:05,71 |
| 2    | Douglas Hedin            | Svezia   | 1:06,17 |
| 3    | Felix Monsén             | Svezia   | 1:06,76 |
| 4    | Stian Saugestad          | Norvegia | 1:08,37 |
| 5    | Alexander Köll           | Svezia   | 1:07,44 |
| 6    | Mattias Rönngren         | Svezia   | 1:07,89 |
| 7    | Henrik Røa               | Norvegia | 1:07,98 |
| 8    | Fredrik Bauer            | Svezia   | 1:08,05 |
| 9    | Stian Myrseth            | Norvegia | 1:08,16 |
| 10   | Axel William Patricksson | Norvegia | 1:08,33 |
| 10   | Max Ullrich              | Croazia  | 1:08,33 |

Data: 22 marzo

Località: Åre

Ore: 

Pista: 

Partenza: 865 m s.l.m.

Arrivo: 406 m s.l.m.

Dislivello: 459 m

Tracciatore: Eric Thomason

#### Supergigante
| Pos. | Atleta                   | Nazione  | Tempo   |
| ---- | ------------------------ | -------- | ------- |
| 1    | Hans Olsson              | Svezia   | 1:12,34 |
| 2    | Henrik Røa               | Norvegia | 1:13,06 |
| 3    | Felix Monsén             | Svezia   | 1:13,20 |
| 4    | Douglas Hedin            | Svezia   | 1:13,21 |
| 5    | Max Ullrich              | Croazia  | 1:13,77 |
| 6    | Mattias Rönngren         | Svezia   | 1:13,91 |
| 7    | Max-Gordon Sundquist     | Svezia   | 1:13,98 |
| 8    | Fredrik Bauer            | Svezia   | 1:13,99 |
| 9    | Gustav Lundbäck          | Svezia   | 1:14,16 |
| 10   | Axel William Patricksson | Norvegia | 1:14,45 |

Data: 23 marzo

Località: Åre

Ore: 

Pista: 

Partenza: 865 m s.l.m.

Arrivo: 406 m s.l.m.

Dislivello: 459 m

Tracciatore: Anders Andersson

#### Slalom gigante
| Pos. | Atleta               | Nazione  | Tempo   |
| ---- | -------------------- | -------- | ------- |
| 1    | Felix Monsén         | Svezia   | 2:12,55 |
| 2    | Carl-Johan Öster     | Svezia   | 2:12,67 |
| 3    | Matts Olsson         | Svezia   | 2:12,76 |
| 4    | Axel Bäck            | Svezia   | 2:13,17 |
| 5    | Kristaps Zvejnieks   | Lettonia | 2:13,58 |
| 6    | Mattias Rönngren     | Svezia   | 2:13,61 |
| 7    | Emil Johansson       | Svezia   | 2:13,62 |
| 8    | Max-Gordon Sundquist | Svezia   | 2:13,93 |
| 9    | Albert Bäckman       | Svezia   | 2:13,94 |
| 10   | Emil Jansson         | Svezia   | 2:14,15 |

Data: 28 marzo

Località: Tärnaby

1ª manche:

Ore: 

Pista: 

Partenza: 778 m s.l.m.

Arrivo: 445 m s.l.m.

Dislivello: 333 m

Tracciatore: Anders Andersson

2ª manche:

Ore: 

Pista: 

Partenza: 778 m s.l.m.

Arrivo: 445 m s.l.m.

Dislivello: 333 m

Tracciatore: Peter Lind

#### Slalom speciale
| Pos. | Atleta               | Nazione   | Tempo   |
| ---- | -------------------- | --------- | ------- |
| 1    | Santeri Paloniemi    | Finlandia | 1:44,77 |
| 2    | Axel Bäck            | Svezia    | 1:45,03 |
| 3    | Anton Lahdenperä     | Svezia    | 1:45,35 |
| 4    | Jens Henttinen       | Finlandia | 1:45,72 |
| 5    | Kristaps Zvejnieks   | Lettonia  | 1:45,81 |
| 6    | Dan-Axel Grahn       | Svezia    | 1:45,89 |
| 7    | Max-Gordon Sundquist | Svezia    | 1:46,49 |
| 8    | Gustav Lundbäck      | Svezia    | 1:46,86 |
| 9    | Marcus Johansson     | Svezia    | 1:47,25 |
| 10   | Rickard Kåhre        | Svezia    | 1:47,28 |

Data: 29 marzo

Località: Tärnaby

1ª manche:

Ore: 

Pista: 

Partenza: 671 m s.l.m.

Arrivo: 499 m s.l.m.

Dislivello: 172 m

Tracciatore: Anders Pettersson

2ª manche:

Ore: 

Pista: 

Partenza: 778 m s.l.m.

Arrivo: 445 m s.l.m.

Dislivello: 333 m

Tracciatore: Tomas Sjädin

### Donne

#### Discesa libera
| Pos. | Atleta                        | Nazione | Tempo   |
| ---- | ----------------------------- | ------- | ------- |
| 1    | Kajsa Kling                   | Svezia  | 1:08,24 |
| 2    | Lisa Blomqvist                | Svezia  | 1:09,62 |
| 3    | Helena Rapaport               | Svezia  | 1:09,66 |
| 4    | Hanna Westman                 | Svezia  | 1:10,33 |
| 5    | Sara Hector                   | Svezia  | 1:10,52 |
| 6    | Rebecca Gunnarstedt           | Svezia  | 1:10,85 |
| 7    | Lisa Hörnblad                 | Svezia  | 1:11,39 |
| 8    | Martinique Rockström Lindberg | Svezia  | 1:11,76 |
| 9    | Victoria Bertilsson           | Svezia  | 1:11,85 |
| 10   | Lin Ivarsson                  | Svezia  | 1:11,94 |

Data: 22 marzo

Località: Åre

Ore: 

Pista: 

Partenza: 865 m s.l.m.

Arrivo: 406 m s.l.m.

Dislivello: 459 m

Tracciatore: Eric Thomason

#### Supergigante
| Pos. | Atleta              | Nazione   | Tempo   |
| ---- | ------------------- | --------- | ------- |
| 1    | Kajsa Kling         | Svezia    | 1:14,63 |
| 2    | Lisa Blomqvist      | Svezia    | 1:15,61 |
| 3    | Mette Asp           | Svezia    | 1:16,65 |
| 4    | Sara Hector         | Svezia    | 1:16,72 |
| 5    | Hanna Westman       | Svezia    | 1:16,81 |
| 6    | Lisa Hörnblad       | Svezia    | 1:17,75 |
| 7    | Nina Halme          | Finlandia | 1:18,19 |
| 8    | Rebecca Gunnarstedt | Svezia    | 1:19,11 |
| 9    | Emelie Ösund        | Svezia    | 1:21,08 |
| 10   | Amanda Stenberg     | Svezia    | 1:21,38 |

Data: 23 marzo

Località: Åre

Ore: 

Pista: 

Partenza: 865 m s.l.m.

Arrivo: 406 m s.l.m.

Dislivello: 459 m

Tracciatore: Anders Andersson

#### Slalom gigante
| Pos. | Atleta                | Nazione   | Tempo   |
| ---- | --------------------- | --------- | ------- |
| 1    | Lisa Blomqvist        | Svezia    | 2:17,80 |
| 2    | Magdalena Fjällström  | Svezia    | 2:18,37 |
| 3    | Kajsa Kling           | Svezia    | 2:18,43 |
| 4    | Maria Pietilä Holmner | Svezia    | 2:18,88 |
| 5    | Sara Hector           | Svezia    | 2:19,23 |
| 6    | Veronica Smedh        | Svezia    | 2:19,59 |
| 7    | Anna Swenn Larsson    | Svezia    | 2:19,66 |
| 8    | Frida Hansdotter      | Svezia    | 2:19,94 |
| 9    | Merle Soppela         | Finlandia | 2:21,43 |
| 10   | Nathalie Eklund       | Svezia    | 2:21,59 |

Data: 28 marzo

Località: Tärnaby

1ª manche:

Ore: 

Pista: 

Partenza: 778 m s.l.m.

Arrivo: 445 m s.l.m.

Dislivello: 333 m

Tracciatore: Anders Nilsson

2ª manche:

Ore: 

Pista: 

Partenza: 778 m s.l.m.

Arrivo: 445 m s.l.m.

Dislivello: 333 m

Tracciatore: Anton Salminen

#### Slalom speciale
| Pos. | Atleta                  | Nazione   | Tempo   |
| ---- | ----------------------- | --------- | ------- |
| 1    | Anna Swenn Larsson      | Svezia    | 1:48,25 |
| 2    | Maria Pietilä Holmner   | Svezia    | 1:49,03 |
| 3    | Emelie Wikström         | Svezia    | 1:49,57 |
| 4    | Ylva Stålnacke          | Svezia    | 1:50,69 |
| 5    | Magdalena Fjällström    | Svezia    | 1:50,76 |
| 6    | Charlotta Säfvenberg    | Svezia    | 1:50,80 |
| 7    | Merle Soppela           | Finlandia | 1:51,33 |
| 8    | Sara Hector             | Svezia    | 1:52,91 |
| 9    | Lelde Gasūna            | Lettonia  | 1:53,36 |
| 10   | Jessica Lindell Vikarby | Svezia    | 1:54,25 |

Data: 29 marzo

Località: Tärnaby

1ª manche:

Ore: 

Pista: 

Partenza: 671 m s.l.m.

Arrivo: 499 m s.l.m.

Dislivello: 172 m

Tracciatore: Patrick Fjällström

2ª manche:

Ore: 

Pista: 

Partenza: 778 m s.l.m.

Arrivo: 445 m s.l.m.

Dislivello: 333 m

Tracciatore: Mattias Eriksson